# Guislaberto I de Barcelona
Guislaberto I de Barcelona (f. 5 de diciembre de 1062) fue por regencia vizconde de Barcelona (1020-1041) y obispo de Barcelona (c. 1034-1062).
Segundo hijo del vizconde Udalardo I de Barcelona y de Riquilda de Barcelona, y por tanto nieto del conde de Barcelona Borrell II por línea materna. Su hermano Bernardo sucedió a su padre a su muerte en 1014, pero murió joven y dejó un hijo menor de edad, Udalardo II. Guislaberto rigió el vizcondado en nombre de su sobrino Udalardo, hasta que le traspasó el gobierno en 1041.
A pesar de ser casado y padre de tres hijos, fue elegido obispo de Barcelona en 1034. En estos años el clan vizcondal se opuso violentamente al conde de Barcelona. Guislaberto y su sobrino dirigieron un alboroto contra Ramon Berenguer I, apoyó la revuelta de su primo Mir Geribert y atacaron el palacio condal desde la seo de Barcelona. En 1052 hicieron las paces. Terminó y consagró la catedral románica de Barcelona en 1058.